# Arcadian (pel·lícula)
Arcadian és una pel·lícula post-apocalíptica d'acció de terror del 2024 dirigida per Benjamin Brewer a partir d'un guió de Michael Nilon. És protagonitzada per Nicolas Cage com el pare de dos nois adolescents, tots intentant sobreviure en un món postapocalíptic. La pel·lícula és una coproducció internacional entre els Estats Units, el Canadà i Irlanda.
Arcadian es va estrenar a South by Southwest l'11 de març de 2024, seguit d'una estrena a  sales als Estats Units el 12 d'abril de 2024, per RLJE Films.. La pel·lícula va rebre crítiques generalment favorables per part de la crítica.

## Argument
La pel·lícula s'obre amb Paul buscant subministraments en un magatzem i després fugint per carrerons deserts, amb el pandemoni d'un apocalipi de fons, sirenes sonant, sons d'explosions llunyanes i gent cridant. Busca refugi en un lloc aïllat, bressola els seus dos nens assegurant-los que tot anirà bé.
Quinze anys més tard, després que una pandèmia hagi acabat amb la major part de la població i hagi provocat l'esfondrament de la civilització, Paul i els seus fills bessons, Joseph i Thomas, viuen en una masia abandonada, buscant-se els mitjans de vida que poden durant el dia i refugiant-se de monstruoses criatures fotofòbiques a la nit. Després de sopar, senten uns forts cops procedents del celler, que s'aturen després de tres intents de les criatures per entrar a la casa.
L'endemà al matí, en Paul troba profundes esquerdes a l'exterior de la porta del celler i decideix reforçar-la. Joseph revela que ha estat treballant per restaurar un buggy utilitari tot terreny al graner, i Paul li mostra com encendre el motor. Després que Paul ensenyi a Joseph a conduir-lo, envia els seus dos fills a rescatar una mica de fusta per reforçar la porta del celler. Thomas, que està secretament enamorat de Charlotte Rose, vol anar a la granja Rose i deixa el seu germà, dient-li a Joseph que el vingui a buscar abans de la posta de sol perquè puguin tornar junts a casa.
En el seu camí de tornada de la granja Rose, Thomas s'ensopega i cau a una cova, conmocionat i inconscient. Després que Joseph torni a casa sense el seu germà i amb la nit, en Paul es proposa trobar Thomas i el descobreix a la cova, on decideixen quedar-se fins a la sortida del sol. Quan diverses criatures convergeixen sobre elles a través de les roques sota la cova més tard a la nit, Paul encén una bengala, però una de les seves mans queda atrapada a les roques i, a mesura que la càrrega detona a la seva mà, mata les criatures i fa que la cova s'enfonsi.
Mentrestant, sol a casa, Joseph s'utilitza com a esquer i atrapa una de les criatures, amb la intenció d'estudiar-la més tard. Conduint el cotxet al matí, troba en Thomas i en Paul, que està greument ferit i inconscient, i els porta a casa. Thomas insisteix que haurien de portar el seu pare a la granja Rose, ja que allà es pot oferir una millor atenció i perquè Paul no sobreviurà sense medicaments. Arriben a la granja, i el senyor Rose i la seva dona anuncien que no poden escatimar cap medicament per ajudar-lo, tot i que estan disposats a deixar que Thomas es quedi. Joseph i Thomas es barallen, i Joseph torna a casa amb Paul, mentre Thomas es queda a la granja.
Thomas és atrapat per Charlotte buscant medicaments per portar al seu pare. Ell la convenç perquè li mostri on es guarda i promet tornar, però mentre intenta tornar a casa seva, és aturat a la porta i un granger l'agafa a punta de pistola que el pren per un saquejador. Ell i els altres treballadors de la granja frenen Thomas i amenacen amb castigar-lo pel seu robatori.
De tornada a casa, en Joseph troba un gran forat formant-se sota les taules del terra i s'adona que les criatures han estat excavant sota la casa amb la intenció d'entrar. A la granja Rose, ataquen a través d'un forat similar excavat sota el terra i maten a tothom, excepte Thomas i Charlotte, que escapen a la granja de Paul. Allà, Paul recupera la consciència i suggereix un curs d'acció per lluitar contra les criatures. Joseph comença a preparar una trampa, planejant disparar diversos litres de combustible com una bomba incendiària improvisada. Per tal de donar-li més temps als germans i a la Charlotte per anar a un lloc segur, Paul tanca la porta darrere d'ells i manté les criatures allunyades fins que la bomba explota, sacrificant la seva vida.
L'endemà, Charlotte enterra els seus pares. Ella s'uneix a Joseph i Thomas, i el trio marxa a buscar possibles supervivents a les altres granges dels voltants.

## Repartiment
- Nicolas Cage com a Paul[2]
- Jaeden Martell com a Joseph[2]
- Maxwell Jenkins com a Thomas[2]
- Sadie Soverall com a Charlotte[2]
- Joe Dixon com a Sr. Rose[3]
- Samantha Coughlin com a Sra. Rose[3][4]

## Producció
L'octubre de 2022, es va anunciar que Nicolas Cage protagonitzaria la pel·lícula. Al novembre, Jaeden Martell, Maxwell Jenkins i Sadie Soverall es van unir al repartiment.
La fotografia principal va començar a Dublín, Irlanda, el novembre de 2022. Al febrer de 2023, es va anunciar que el rodatge s'havia acabat i que la pel·lícula estava en postproducció.

## Llançament
Arcadian es va estrenar a SXSW l'11 de març de 2024.
RLJE Films va adquirir els drets de distribució per a Amèrica del Nord, el Regne Unit, Austràlia i Irlanda, programant l'estrena a les sales nord-americà de la pel·lícula per al 12 d'abril de 2024, seguit d'un llançament en directe a finals d'any a Shudder i AMC+.
La pel·lícula es va estrenar al Regne Unit el 14 de juny de 2024.

## Recepció
Al lloc web de l'agregador de ressenyes Rotten Tomatoes, el 78% de les 115 crítiques són positives, amb una valoració mitjana de 6,4/10. El consens del lloc web diu: "Liderat per un trio d'actuacions fortes, Arcadian combina el drama familiar i l'horror post-apocalíptic amb un efecte visceral i emotiu". Metacritic, que utilitza una mitjana ponderada, va assignar a la pel·lícula una puntuació de 57 sobre 100, basant-se en 23 crítiques, indicant "crítiques mixtes o mitjanes".
Steve Rose va donar a la pel·lícula una qualificació de 3/5 i va escriure una ressenya a The Guardian: "Un thriller magre i competent, encara que genèric, amb l'avantatge afegit de Nicolas Cage".
En revisar la pel·lícula per a Daily Telegraph, Tim Robey es va mostrar una mica menys entusiasta: "Brewer... ignora els efectes especials més poderosos que té a la seva disposició, que són la cara, la veu i les mans de Cage".
Barry Levitt d' Empire va escriure: "Tot i que les coses se surten de via en el tercer acte, la premissa intrigant d'Arcadian i el disseny inspirat de monstres inclouen molts ensurts en aquesta faula post-apocalíptica."